# Icehockey Club Gentofte Stars
Icehockey Club Gentofte Stars er en ishockey klub der hører hjemme i Gentofte Kommune, og som spiller sine hjemmekampe i Gentofte Skøjtehal. IC Gentofte blev dannet i 1996 som et resultat af, at ishockeyafdelingen i HIK, der oprindeligt var blevet stiftet i 1965, blev udskilt i en selvstændig forening, og i 2009 ændredes navnet til IC Gentofte Stars.
HIK opnåede sit bedste resultat i sæsonen 1989-90, hvor holdet endte på fjerdepladsen i grundspillet og derfor for første gang kvalificerede sig til semifinalen om danmarksmesterskabet, hvor det dog blev til nederlag med 0-2 i kampe til Rødovre SIK, og efterføl
tabte klubben også bronzekampen til Frederikshavn IK med 0-2 i kampe, så det samlede sæsonresultat blev en fjerdeplads. I den første sæson under navnet IC Gentofte gentog holdet DM-fjerdepladsen, da det i kvartfinalen sensationelt besejrede Vojens IK med 3-1 i kampe efter kun at være sluttet på syvendepladsen i grundspillet. Bagefter tabte holdet imidlertid klart til både Herning IK i semifinalen og Rungsted IK i bronzekampen.
I sæsonen 1999-2000 sluttede IC Gentofte sidst i Superisligaen med kun 6 point for 36 kampe. Selvom klubben senere kvalificerede sig til endnu en sæson i ligaen, blev holdet ikke tilmeldt i den følgende sæson, og derefter fulgte en lang rækket sæsoner i 1. division, hvor den i syv tilfælde vandt 1. divisions-titlen. Økonomien var imidlertid ikke til en elitesatsning, der indbefattede oprykning til Superisligaen.
Klubben har siden sæsonen 2014-15 haft en professionel eliteoverbygning administreret af Gentofte Stars Elite ApS, der spiller i Superisligaen. Den første sæson spillede eliteholdet under navnet Unibet Stars Gentofte, men derefter har holdet spillet med samme navn som moderklubben, Gentofte Stars. I den første sæson sluttede holdet på 10.- og dermed sidstepladsen i ligaen og kvalificerede sig derfor ikke til slutspillet for de bedste otte hold. Den følgende sæson lå holdet i store dele af grundspillet på en slutspilsplads men blev til allersidst overhalet af Aalborg Pirates og gik dermed glip af slutspilsdeltagelse for anden sæson i træk. I den tredje sæson, 2016-17, endte holdet på sjettepladsen i grundspillet og gik videre til kvartfinalen for første gang siden dets tilbagevenden til den bedste række. Holdet vandt 4-3 i kampe over grundspilsvinderen Aalborg Pirates i kvartfinalen og 4-1 over Odense Bulldogs i semifinalen og kvalificerede sig dermed til DM-finalen som det første sjællandske hold, siden Rungsted Cobras vandt DM-titlen i 2002.